# Punta Fernandez
Punta Fernandez ist eine Landspitze im Nordwesten von Hoseason Island im Palmer-Archipel westlich der Antarktischen Halbinsel. Sie liegt unmittelbar westlich des Monte Munizaga.
Argentinische Wissenschaftler benannten sie. Der weitere Benennungshintergrund ist nicht überliefert.